# Hokej na lodzie na siedząco na Zimowych Igrzyskach Paraolimpijskich 2018 – turniej drużyn mieszanych
Turniej drużyn mieszanych – jedyna konkurencja rozgrywana w ramach hokeju na lodzie na siedząco na Zimowych Igrzyskach Paraolimpijskich 2018. Zawody rozegrano w dniach 10–18 marca 2018 roku.

## Faza grupowa
W rywalizacji wystąpiło 8 państw.

### Grupa A
| Miejsce | Reprezentacja | Punkty | Mecze | Mecze | Gole | Gole | Gole | Kwalifikacja |
| Miejsce | Reprezentacja | Punkty | W     | P     | Z    | S    | Z-S  | Kwalifikacja |
| ------- | ------------- | ------ | ----- | ----- | ---- | ---- | ---- | ------------ |
| 1       | Kanada        | 9      | 3     | 0     | 35   | 0    | +35  | Q            |
| 2       | Włochy        | 5      | 2     | 1     | 5    | 12   | –7   | Q            |
| 3       | Norwegia      | 4      | 1     | 2     | 5    | 12   | –7   |              |
| 4       | Szwecja       | 0      | 0     | 3     | 1    | 22   | –21  |              |

| 10 marca | Norwegia | 2:3 pk. | Włochy | Gangneung Hockey Center, Gangneung |

| Szczegóły      | Szczegóły                                 | Szczegóły                 | Szczegóły                                                       | Szczegóły                                                                 |
| -------------- | ----------------------------------------- | ------------------------- | --------------------------------------------------------------- | ------------------------------------------------------------------------- |
| Godzina: 12:00 | M. Værnes (PP1) 26:32 A. Bakke (EQ) 42:25 | (0:0, 1:1, 1:1, 0:0, 0:1) | S. Kalegaris (EQ) 16:02 G. Rosa (EQ) 33:19 N. Larch (GWG) 50:00 | Widzów: 5543 Sędzia główny: Kevin Webinger Chae Young-jin David Nothegger |
| Godzina: 12:00 | 4 min. kar                                |                           | 6 min. kar                                                      | Widzów: 5543 Sędzia główny: Kevin Webinger Chae Young-jin David Nothegger |

| 10 marca | Kanada | 17:0 | Szwecja | Gangneung Hockey Center, Gangneung |

| Szczegóły      | Szczegóły | Szczegóły       | Szczegóły  | Szczegóły                                                        |
| -------------- | --- | --------------- | ---------- | ---------------------------------------------------------------- |
| Godzina: 19:00 | T. McGregor (PP1) 01:52 B. Sholomicki (EQ) 02:22 T. McGregor (EQ) 05:22 B. Sholomicki (EQ) 05:39 T. McGregor (EQ) 09:20 A. Dixon (EQ) 11:13 D. Cozzolino (EQ) 11:31 B. Delaney (PP1) 17:43 C. Smith (EQ) 18:06 L. Hickey (EQ) 24:37 L. Hickey (EQ) 25:37 R. Armstrong (EQ) 26:38 B. Bridges (EQ) 31:55 R. Armstrong (EQ) 33:05 B. Sholomicki (EQ) 34:53 T. McGregor (EQ) 36:48 G. Westlake (EQ) 44:42 | (7:0, 5:0, 5:0) |            | Widzów: 5445 Sędzia główny: Kristijan Nikolic Han Youl Jan Vaněk |
| Godzina: 19:00 | 0 min. kar |                 | 4 min. kar | Widzów: 5445 Sędzia główny: Kristijan Nikolic Han Youl Jan Vaněk |

| 11 marca | Kanada | 10:0 | Włochy | Gangneung Hockey Center, Gangneung |

| Szczegóły      | Szczegóły | Szczegóły       | Szczegóły  | Szczegóły                                                                |
| -------------- | --- | --------------- | ---------- | ------------------------------------------------------------------------ |
| Godzina: 19:00 | T. McGregor (PP1) 03:59 A. Dixon (EQ) 09:21 B. Delaney (EQ) 11:36 L. Hickey (EQ) 17:03 L. Hickey (EQ) 19:11 B. Delaney (SH1) 20:20 B. Delaney (SH1) 25:34 D. Cozzolino (EQ) 33:06 J. Dunn (SH1) 36:27 J. Dunn (EQ) 41:23 | (3:0, 4:0, 3:0) |            | Widzów: 4795 Sędzia główny: Sotaro Yamaguchi David Nothegger Leon Wesley |
| Godzina: 19:00 | 24 min. kar |                 | 6 min. kar | Widzów: 4795 Sędzia główny: Sotaro Yamaguchi David Nothegger Leon Wesley |

| 12 marca | Kanada | 8:0 | Norwegia | Gangneung Hockey Center, Gangneung |

| Szczegóły      | Szczegóły | Szczegóły       | Szczegóły  | Szczegóły                                                                   |
| -------------- | --- | --------------- | ---------- | --------------------------------------------------------------------------- |
| Godzina: 15:30 | B. Bridges (EQ) 02:33 R. Armstrong (EQ) 08:47 L. Hickey (PP1) 26:50 B. Bowden (EQ) 27:54 R. Armstrong (EQ) 28:49 B. Bridges (EQ) 33:59 G. Westlake (PP1) 37:21 T. McGregor (SH1) 41:51 | (2:0, 3:0, 3:0) |            | Widzów: 5886 Sędzia główny: Kristijan Nikolic Chae Young-jin Andreas Lundén |
| Godzina: 15:30 | 8 min. kar |                 | 8 min. kar | Widzów: 5886 Sędzia główny: Kristijan Nikolic Chae Young-jin Andreas Lundén |

| 12 marca | Włochy | 2:0 | Szwecja | Gangneung Hockey Center, Gangneung |

| Szczegóły      | Szczegóły                                   | Szczegóły       | Szczegóły  | Szczegóły                                                          |
| -------------- | ------------------------------------------- | --------------- | ---------- | ------------------------------------------------------------------ |
| Godzina: 19:00 | S. Kalegaris (PP1) 13:16 G. Rosa (EQ) 39:36 | (1:0, 0:0, 1:0) |            | Widzów: 4322 Sędzia główny: Sotaro Yamaguchi Jan Vaněk Leon Wesley |
| Godzina: 19:00 | 10 min. kar                                 |                 | 8 min. kar | Widzów: 4322 Sędzia główny: Sotaro Yamaguchi Jan Vaněk Leon Wesley |

| 13 marca | Norwegia | 3:1 | Szwecja | Gangneung Hockey Center, Gangneung |

| Szczegóły      | Szczegóły                                                            | Szczegóły       | Szczegóły              | Szczegóły                                                             |
| -------------- | -------------------------------------------------------------------- | --------------- | ---------------------- | --------------------------------------------------------------------- |
| Godzina: 15:30 | K. Nordstoga (EQ) 13:07 M. Bøgle (PP1) 25:00 M. Bøgle (EQ/ENG) 43:45 | (1:0, 1:0, 1:1) | M. Gyllsten (EQ) 31:35 | Widzów: 6059 Sędzia główny: Sotaro Yamaguchi Chae Young-jin Jan Vaněk |
| Godzina: 15:30 | 4 min. kar                                                           |                 | 16 min. kar            | Widzów: 6059 Sędzia główny: Sotaro Yamaguchi Chae Young-jin Jan Vaněk |

### Grupa B
| Miejsce | Reprezentacja     | Punkty | Mecze | Mecze | Gole | Gole | Gole | Kwalifikacja |
| Miejsce | Reprezentacja     | Punkty | W     | P     | Z    | S    | Z-S  | Kwalifikacja |
| ------- | ----------------- | ------ | ----- | ----- | ---- | ---- | ---- | ------------ |
| 1       | Stany Zjednoczone | 9      | 3     | 0     | 28   | 0    | +28  | Q            |
| 2       | Korea Południowa  | 5      | 2     | 1     | 7    | 11   | –4   | Q            |
| 3       | Czechy            | 4      | 1     | 2     | 5    | 13   | –8   |              |
| 4       | Japonia           | 0      | 0     | 3     | 1    | 17   | –16  |              |

| 10 marca | Korea Południowa | 4:1 | Japonia | Gangneung Hockey Center, Gangneung |

| Szczegóły      | Szczegóły                                                                   | Szczegóły       | Szczegóły                | Szczegóły                                                      |
| -------------- | --------------------------------------------------------------------------- | --------------- | ------------------------ | -------------------------------------------------------------- |
| Godzina: 15:30 | Jang DS (PP1) 21:08 Jung SH (EQ) 30:51 Cho YJ (EQ) 35:56 Lee HM (PP1) 40:31 | (0:0, 1:0, 3:1) | K. Takahashi (PP1) 42:53 | Widzów: 6022 Sędzia główny: Owe Luthcke Matt Clark Leon Wesley |
| Godzina: 15:30 | 12 min. kar                                                                 |                 | 14 min. kar              | Widzów: 6022 Sędzia główny: Owe Luthcke Matt Clark Leon Wesley |

| 11 marca | Stany Zjednoczone | 10:0 | Japonia | Gangneung Hockey Center, Gangneung |

| Szczegóły      | Szczegóły | Szczegóły       | Szczegóły  | Szczegóły                                                         |
| -------------- | --- | --------------- | ---------- | ----------------------------------------------------------------- |
| Godzina: 12:00 | K. McKee (EQ) 01:01 B. Roybal (EQ) 04:34 N. Grove (EQ) 12:26 N. Landeros (PP1) 20:25 D. Farmer (EQ) 20:55 L. McDermott (EQ) 23:20 R. Roman (EQ) 23:54 B. Roybal (EQ) 24:02 B. Roybal (EQ) 24:49 J. Wallace (EQ) 38:25 | (3:0, 6:0, 1:0) |            | Widzów: 5435 Sędzia główny: Kristijan Nikolic Matt Clark Han Youl |
| Godzina: 12:00 | 2 min. kar |                 | 4 min. kar | Widzów: 5435 Sędzia główny: Kristijan Nikolic Matt Clark Han Youl |

| 11 marca | Korea Południowa | 3:2 pd. | Czechy | Gangneung Hockey Center, Gangneung |

| Szczegóły      | Szczegóły                                               | Szczegóły            | Szczegóły                                   | Szczegóły                                                                       |
| -------------- | ------------------------------------------------------- | -------------------- | ------------------------------------------- | ------------------------------------------------------------------------------- |
| Godzina: 15:30 | Lee JS (EQ) 18:28 Jung SH (EQ) 42:53 Jung SH (EQ) 45:13 | (0:0, 1:0, 1:2, 1:0) | M. Geier (SH1) 38:55 M. Geier (EQ/EA) 44:21 | Widzów: 5187 Sędzia główny: Jonathan Morrison Matthew Fergenbaum Andreas Lundén |
| Godzina: 15:30 | 8 min. kar                                              |                      | 8 min. kar                                  | Widzów: 5187 Sędzia główny: Jonathan Morrison Matthew Fergenbaum Andreas Lundén |

| 12 marca | Stany Zjednoczone | 10:0 | Czechy | Gangneung Hockey Center, Gangneung |

| Szczegóły      | Szczegóły | Szczegóły       | Szczegóły  | Szczegóły                                                                  |
| -------------- | --- | --------------- | ---------- | -------------------------------------------------------------------------- |
| Godzina: 12:00 | B. Roybal (EQ) 01:04 D. Farmer (EQ) 08:17 D. Farmer (PP1) 12:05 D. Farmer (PP1) 18:39 J. Wallace (EQ) 21:45 B. Roybal (EQ) 24:46 T. Dodson (EQ) 27:21 D. Farmer (PP1) 28:22 B. Roybal (EQ) 28:47 T. Dodson (EQ) 29:42 | (3:0, 7:0, 0:0) |            | Widzów: 5709 Sędzia główny: Owe Luthcke Matthew Fergenbaum David Nothegger |
| Godzina: 12:00 | 2 min. kar |                 | 8 min. kar | Widzów: 5709 Sędzia główny: Owe Luthcke Matthew Fergenbaum David Nothegger |

| 13 marca | Stany Zjednoczone | 8:0 | Korea Południowa | Gangneung Hockey Center, Gangneung |

| Szczegóły      | Szczegóły | Szczegóły       | Szczegóły   | Szczegóły                                                                |
| -------------- | --- | --------------- | ----------- | ------------------------------------------------------------------------ |
| Godzina: 12:00 | B. Roybal (PP1) 04:51 D. Farmer (EQ) 06:40 J. Misiewicz (PP1) 08:09 J. Misiewicz (EQ) 09:57 D. Farmer (SH1) 12:27 D. Farmer (SH1) 13:37 T. Dodson (EQ) 33:36 B. Roybal (EQ) 40:07 | (6:0, 0:0, 2:0) |             | Widzów: 6588 Sędzia główny: Kevin Webinger Matt Clark Matthew Fergenbaum |
| Godzina: 12:00 | 8 min. kar |                 | 12 min. kar | Widzów: 6588 Sędzia główny: Kevin Webinger Matt Clark Matthew Fergenbaum |

| 13 marca | Czechy | 3:0 | Japonia | Gangneung Hockey Center, Gangneung |

| Szczegóły      | Szczegóły                                                          | Szczegóły       | Szczegóły  | Szczegóły                                                             |
| -------------- | ------------------------------------------------------------------ | --------------- | ---------- | --------------------------------------------------------------------- |
| Godzina: 19:00 | P. Kubeš (EQ) 27:26 Z. Šafránek (EQ) 33:11 P. Kubeš (EQ/ENG) 44:42 | (0:0, 1:0, 2:0) |            | Widzów: 4569 Sędzia główny: Jonathan Morrison Han Youl Andreas Lundén |
| Godzina: 19:00 | 4 min. kar                                                         |                 | 4 min. kar | Widzów: 4569 Sędzia główny: Jonathan Morrison Han Youl Andreas Lundén |

## O miejsca 5.–8.
|  | O miejsca 5.–8. | O miejsca 5.–8. | O miejsca 5.–8. |  |  | O 5. miejsce | O 5. miejsce | O 5. miejsce |
|  |                 |                 |                 |  |  |              |              |              |
|  | B3              | Czechy          | 4               |  |  |              |              |              |
|  | A4              | Szwecja         | 3               |  |  |              |              |              |
|  |                 |                 |                 |  |  | B3           | Czechy       | 2            |
|  |                 |                 |                 |  |  | A3           | Norwegia     | 5            |
|  | A3              | Norwegia        | 6               |  |  |              |              |              |
|  | B4              | Japonia         | 1               |  |  | O 7. miejsce | O 7. miejsce | O 7. miejsce |
|  |                 |                 |                 |  |  |              |              |              |
|  |                 |                 |                 |  |  | A4           | Szwecja      | 5            |
|  |                 |                 |                 |  |  | B4           | Japonia      | 1            |

### O miejsca 5.–8.
| 14 marca | Czechy | 4:3 pk. | Szwecja | Gangneung Hockey Center, Gangneung |

| Szczegóły      | Szczegóły | Szczegóły                 | Szczegóły | Szczegóły                                                           |
| -------------- | --- | ------------------------- | --- | ------------------------------------------------------------------- |
| Godzina: 16:00 | Z. Krupička (PP1) 08:59 Z. Hábl (PP2) 34:47 P. Doležal (EQ) 43:25 M. Geier (GWG) 55:00 Z. Krupička (GWG) 55:00 M. Geier (GWG) 55:00 | (1:2, 0:1, 2:0, 0:0, 1:0) | N. Ingvarsson (EQ) 06:14 P. Kasperi (EQ) 07:10 N. Ingvarsson (EQ) 16:12 M. Gyllsten (GWG) 55:00 N. Ingvarsson (GWG) 55:00 | Widzów: 6032 Sędzia główny: Owe Luthcke Matthew Fergenbaum Han Youl |
| Godzina: 16:00 | 8 min. kar |                           | 10 min. kar | Widzów: 6032 Sędzia główny: Owe Luthcke Matthew Fergenbaum Han Youl |

| 14 marca | Norwegia | 6:1 | Japonia | Gangneung Hockey Center, Gangneung |

| Szczegóły      | Szczegóły | Szczegóły       | Szczegóły                | Szczegóły                                                           |
| -------------- | --- | --------------- | ------------------------ | ------------------------------------------------------------------- |
| Godzina: 20:00 | A. Bakke (PP1) 2:25 R. Pedersen (EQ) 09:37 M. Bøgle (EQ) 18:34 R. Pedersen (EQ) 18:55 A. Bakke (EQ) 20:02 R. Pedersen (EQ) 35:28 | (2:0, 3:1, 1:0) | K. Takahashi (SH1) 18:20 | Widzów: 3919 Sędzia główny: Jonathan Morrison Jan Vaněk Leon Wesley |
| Godzina: 20:00 | 0 min. kar |                 | 4 min. kar               | Widzów: 3919 Sędzia główny: Jonathan Morrison Jan Vaněk Leon Wesley |

### Mecz o 7. miejsce
| 16 marca | Japonia | 1:5 | Szwecja | Gangneung Hockey Center, Gangneung |

| Szczegóły      | Szczegóły               | Szczegóły       | Szczegóły | Szczegóły                                                     |
| -------------- | ----------------------- | --------------- | --- | ------------------------------------------------------------- |
| Godzina: 16:00 | K. Takahashi (EQ) 16:25 | (0:1, 1:2, 0:2) | M. Gyllsten (EQ) 00:52 N. Ingvarsson (PP1) 19:19 P. Kasperi (SH1) 27:33 M. Holm (EQ) 37:24 N. Ingvarsson (EQ) 44:17 | Widzów: 5979 Sędzia główny: Owe Luthcke Jan Vaněk Leon Wesley |
| Godzina: 16:00 | 4 min. kar              |                 | 4 min. kar | Widzów: 5979 Sędzia główny: Owe Luthcke Jan Vaněk Leon Wesley |

### Mecz o 5. miejsce
| 16 marca | Norwegia | 5:2 | Czechy | Gangneung Hockey Center, Gangneung |

| Szczegóły      | Szczegóły                                                                              | Szczegóły       | Szczegóły                                   | Szczegóły                                                          |
| -------------- | -------------------------------------------------------------------------------------- | --------------- | ------------------------------------------- | ------------------------------------------------------------------ |
| Godzina: 20:00 | R. Pedersen (EQ) 00:44 A. Bakke (EQ) 03:39 R. Pedersen (PP1) 23:44 A. Bakke (EQ) 40:05 | (2:1, 1:0, 2:1) | Z. Krupička (EQ) 14:18 P. Kubeš (PP1) 35:29 | Widzów: 4805 Sędzia główny: Kevin Webinger Chae Young-jin Han Youl |
| Godzina: 20:00 | 10 min. kar                                                                            |                 | 31 min. kar                                 | Widzów: 4805 Sędzia główny: Kevin Webinger Chae Young-jin Han Youl |

## Faza medalowa
|  | Półfinały | Półfinały         | Półfinały |  |  | Finał        | Finał             | Finał        |
|  |           |                   |           |  |  |              |                   |              |
|  | A1        | Kanada            | 7         |  |  |              |                   |              |
|  | B2        | Korea Południowa  | 0         |  |  |              |                   |              |
|  |           |                   |           |  |  | A1           | Kanada            | 1            |
|  |           |                   |           |  |  | B1           | Stany Zjednoczone | 2            |
|  | B1        | Stany Zjednoczone | 10        |  |  |              |                   |              |
|  | A2        | Włochy            | 1         |  |  | O 3. miejsce | O 3. miejsce      | O 3. miejsce |
|  |           |                   |           |  |  |              |                   |              |
|  |           |                   |           |  |  | B2           | Korea Południowa  | 1            |
|  |           |                   |           |  |  | A2           | Włochy            | 0            |

### Półfinały
| 15 marca | Kanada | 7:0 | Korea Południowa | Gangneung Hockey Center, Gangneung |

| Szczegóły      | Szczegóły | Szczegóły       | Szczegóły  | Szczegóły                                                                    |
| -------------- | --- | --------------- | ---------- | ---------------------------------------------------------------------------- |
| Godzina: 12:00 | L. Hickey (EQ) 04:17 D. Cozzolino (EQ) 06:00 G. Westlake (EQ) 13:25 B. Bridges (EQ) 14:19 B. Bridges (PP1) 18:42 T. McGregor (EQ) 35:48 T. McGregor (EQ) 42:41 | (4:0, 1:0, 2:0) |            | Widzów: 6603 Sędzia główny: Kristijan Nikolic Andreas Lundén David Nothegger |
| Godzina: 12:00 | 8 min. kar |                 | 2 min. kar | Widzów: 6603 Sędzia główny: Kristijan Nikolic Andreas Lundén David Nothegger |

| 15 marca | Stany Zjednoczone | 10:1 | Włochy | Gangneung Hockey Center, Gangneung |

| Szczegóły      | Szczegóły | Szczegóły       | Szczegóły              | Szczegóły                                                            |
| -------------- | --- | --------------- | ---------------------- | -------------------------------------------------------------------- |
| Godzina: 20:00 | N. Grove (EQ) 03:23 J. Misiewicz (EQ) 03:58 B. Roybal (EQ) 04:09 N. Landeros (PP1) 13:50 L. McDermott (EQ) 14:56 B. Roybal (PP1) 22:52 N. Landeros (EQ) 23:35 D. Farmer (EQ) 27:44 K. McKee (EQ) 33:32 N. Landeros (PP1) 42:03 | (5:0, 3:0, 2:1) | V. Corvino (PP1) 38:30 | Widzów: 4889 Sędzia główny: Kevin Webinger Chae Young-jin Matt Clark |
| Godzina: 20:00 | 16 min. kar |                 | 14 min. kar            | Widzów: 4889 Sędzia główny: Kevin Webinger Chae Young-jin Matt Clark |

### Mecz o 3. miejsce
| 17 marca | Korea Południowa | 1:0 | Włochy | Gangneung Hockey Center, Gangneung |

| Szczegóły      | Szczegóły          | Szczegóły       | Szczegóły  | Szczegóły                                                                   |
| -------------- | ------------------ | --------------- | ---------- | --------------------------------------------------------------------------- |
| Godzina: 12:00 | Jang DS (EQ) 41:42 | (0:0, 0:0, 1:0) |            | Widzów: 6534 Sędzia główny: Jonathan Morrison Matt Clark Matthew Fergenbaum |
| Godzina: 12:00 | 2 min. kar         |                 | 2 min. kar | Widzów: 6534 Sędzia główny: Jonathan Morrison Matt Clark Matthew Fergenbaum |

### Finał
| 18 marca | Kanada | 1:2 pd. | Stany Zjednoczone | Gangneung Hockey Center, Gangneung |

| Szczegóły      | Szczegóły             | Szczegóły            | Szczegóły                                    | Szczegóły                                                                    |
| -------------- | --------------------- | -------------------- | -------------------------------------------- | ---------------------------------------------------------------------------- |
| Godzina: 12:00 | B. Bridges (EQ) 12:06 | (1:0, 0:0, 0:1, 0:1) | D. Farmer (EQ/EA) 44:22 D. Farmer (EQ) 48:30 | Widzów: 6096 Sędzia główny: Kristijan Nikolic Andreas Lundén David Nothegger |
| Godzina: 12:00 | 4 min. kar            |                      | 2 min. kar                                   | Widzów: 6096 Sędzia główny: Kristijan Nikolic Andreas Lundén David Nothegger |

## Klasyfikacja końcowa
| Miejsce | Reprezentacja     |
| ------- | ----------------- |
| 01 !    | Stany Zjednoczone |
| 02 !    | Kanada            |
| 03 !    | Korea Południowa  |
| 4       | Włochy            |
| 5       | Norwegia          |
| 6       | Czechy            |
| 7       | Szwecja           |
| 8       | Japonia           |